# یوگنی نوویکوف
یوگنی نوویکوف (استونیایی: Jevgeni Novikov؛ زادهٔ ۲۸ ژوئن ۱۹۸۰) بازیکن فوتبال اهل استونی است.
از باشگاه‌هایی که در آن بازی کرده‌است می‌توان به باشگاه فوتبال نومه کالیو، باشگاه فوتبال فلورا تالین، باشگاه فوتبال کورساره، باشگاه فوتبال لوادیا تالین، و باشگاه فوتبال ناروا ترانس اشاره کرد.
وی همچنین در تیم ملی فوتبال استونی بازی کرده‌است.